# Shirin Valentine
Shirin Valentine (Bonn, Németország, 1974. szeptember 7. - ) német előadó, újságíró és zenész. A német VIVA tv egykori műsorvezetője, a Noble Savages duó énekesnője, melyet közösen Cyrus Valentine-nal, bátyjával alapított meg 1989-ben.

## Élete
1995-ben érettségi után a német VIVA zenecsatornánál kezdett dolgozni, illetve 1996 és 1998 között a Marlban az  Adolf Grime Intézet újságíró képzésén tanult. 1997-ben megalapította a Superkid Music zenei és produkciós irodáját. Ide tartoztak Enie van de Meiklokjes műsorvezető, Cosmo Klein, Ben és Oliver Pocher is.

## Diszkográfia

### Album
- Ahimsa, Justice & A Crazy House (1992)[2]

### Kislemezek
- Give Me a Chance (1992)[3]
- Digging in the Nose (1996)[4]
- I Am an Indian (1996)[5]
- Can We Talk (1997) feat Tobi  Schlegl[6]

### Közreműködő előadóként
- Por La Noche (Ralf Hildenbeutel & Stevie B-Zet feat. Shirin Valentine) (2014)[7]